# Ofélia Marques
Ofélia Gonçalves Pereira da Cruz u Ofélia Marques (Lisboa, 14 de noviembre de 1902-Lisboa, 17 de diciembre de 1952) fue una pintora, caricaturista e ilustradora portuguesa, conocida por sus ilustraciones para libros infantiles.

## Biografía
Fue una de las primeras mujeres que asistieron a la universidad en Portugal. Se matriculó en Filología Románica en la Facultad de Letras, pero abandonó los estudios en el tercer curso. A partir de entonces, se dedicó a su carrera artística y formó parte del II Modernismo portugués. Su llegada a las artes visuales fue autodidacta. Y su primera participación en las exposiciones colectivas de modernistas tuvo lugar en 1926, en el II Salão de Outono.

### Trayectoria artística
Se dedicó sobre todo al dibujo, donde revela "su gusto por el registro ingenuo de los niños y su universo de juegos, siempre aderezado con poses contemplativas, combinado con su conocido disgusto por no ser madre". Sin embargo, la bonhomía de sus representaciones de la infancia se ve ampliamente subvertida en las imágenes donde las niñas, "en poses sensuales, revelan facetas de una intimidad erótica, servida por un dibujo de líneas densas o sinuosas ", o cuando decide crear retratos ficticios de amigos, como si fueran todavía niños, definiendo con benevolencia o crueldad "todos los contornos de la personalidad, [...] utilizando, en algunos casos irónicamente, un léxico que cita a quienes se representan a sí mismos". 
Descubre una expresión autoral "capaz de registros lineales plurales y plásticos [...] a veces frescos e ingenuos, a veces rápidos y ásperos, dotados de un fuerte cromatismo, marcado por la ilustración, y que acentúa una desobediencia a las reglas [.. .]. Luego hay también otros, deliberadamente inacabados, e incluso surrealistas, como ocurre en algunas autorrepresentaciones ." 
Aunque centró gran parte de su actividad en el dibujo y la ilustración (con trabajos publicados en periódicos y revistas, entre ellos ABC-zinho, Atlântico, Ver e Crer, Revista de Portugal, Panorama, Civilização e Litoral ), su trabajo en pintura le permitió ganar el Premio Amadeu de Souza-Cardoso en 1940 .  

#### Ilustraciones
Se hizo conocida por sus ilustraciones de libros y cuentos infantiles de autores portugueses, entre ellos:
- 1942 - Viaje de las madres de familia (creó el visual gráfico), editado por la Secretaría de Propaganda Nacional.[6]

- 1957 - La infancia de la que nací, de Natércia Freire, editorial Portugália.[7]
- 1959 - Mariazinha en África: novela infantil, de Fernanda de Castro, editorial Ática.[8]

#### Autorretratos y dibujos eróticos
Paralelamente a su obra pública, desarrolla otra en el ámbito privado y clandestino: autorretratos y dibujos eróticos. Utiliza el dibujo como forma de expresión. En sus autorretratos, se revisita y transfigura a sí misma, sin espacio para la inocencia y la dulzura de su obra pública. En sus escenas eróticas y homosexuales, transgrede la moral puritana impuesta a las mujeres en la sociedad opresiva y castradora del Estado Novo. Es en este espacio privado donde la artista revela los rasgos más importantes de su obra, aún hoy olvidada."La imagen más fuerte la da a través del conjunto de sus autorretratos [...] . Dibujados en varias poses abandonadas, o en una frontalidad excesiva – como si los ojos así expuestos no miraran – y a menudo quietos, fuera de lugar real, en todos ellos se evoca una extraña forma de ausencia ".
El 17 de diciembre de 1952, Ofélia se suicidó.

## Premios y reconocimientos
- En 1940 recibió el Premio Amadeu de Souza-Cardoso. [4] [5]
- En 2002, la Casa da Cerca, de Almada, presentó una exposición antológica de sus dibujos.[9]
- Sus obras fueron expuestas en el Museo Calouste Gulbenkian,[10] como parte de la exposición Todo lo que quiero que formó parte del programa cultural de la Presidencia portuguesa del Consejo de la Unión Europea en 2021.[11]
- Una calle de Charneca da Caparica, parroquia del Ayuntamiento de Almada lleva su nombre.[12] [13]

## Vida personal
Se casó con Bernardo Marques, a quien conoció en la facultad.